# Guy-Manuel de Homem-Christo
Guillaume Emmanuel Paul de Homem-Christo, detto Guy-Manuel (Parigi, 8 febbraio 1974), è un disc jockey e produttore discografico francese.
È stato il cofondatore, assieme a Thomas Bangalter, dei Daft Punk. Assieme ad Éric Chedeville ha fondato anche il gruppo Le Knight Club. De Homem-Christo e Chedeville sono co-fondatori dell'etichetta discografica Crydamoure. Anche suo fratello, Play Paul, è coinvolto nel mondo della musica house.

## Biografia
de Homem-Christo ha origini portoghesi: il suo bisnonno era lo scrittore ed intellettuale nazionalista Homem Cristo Filho, fondatore della rivista Ideia Nacional (1915) e morto prematuramente nel 1928 in esilio a Roma in un incidente automobilistico. Impara a suonare la chitarra all'età di sette anni. All'età di 14 anni inizia a suonare la chitarra elettrica e a scrivere alcune canzoni.
Nel 1987 fece la conoscenza di Thomas Bangalter presso il Lycée Carnot, condividendo la passione per la musica degli anni sessanta e settanta che avrebbe ispirato le sonorità dei futuri Daft Punk. Poco tempo dopo formò il gruppo rock Darlin', che ebbe vita breve.
Nel 1993 formò i Daft Punk con Bangalter, pubblicando il primo singolo The New Wave nello stesso periodo. Realizza il logo dei Daft Punk e alla fine, nel 1995, grazie al successo di Da Funk, pubblicarono il loro primo album, Homework, inciso nella camera da letto di Bangalter. Parallelamente ai Daft Punk, de Homem-Christo fondò il gruppo Le Knight Club e l'etichetta discografica Crydamoure.
Nel 2008 ha prodotto il brano Sexuality insieme a Sébastien Tellier. Nel 2011 è uscita la colonna sonora del Tron: Legacy dei Daft Punk e nello stesso anno ha composto insieme a Kavinsky della ED Banger le musiche del film Drive e l'album Outrun.
Nel 2021 scioglie i Daft Punk e continua come produttore solista.
Nel 2023 è, insieme a Travis Scott, produttore di "Modern Jam", singolo inserito nell'album di quest'ultimo, Utopia, per le cui batterie si è ispirato a quelle della strumentale di "I am a God" di Ye.

## Discografia

### Con i Daft Punk
- 1997 – Homework
- 2001 – Discovery
- 2005 – Human After All
- 2013 – Random Access Memories

### Con Le Knight Club
Singoli
- 1997 – Santa Claus/Holiday on Ice
- 1998 – Troobadoor/Mirage
- 1998 – Intergalactik Disko
- 1999 – Boogie Shell/Coco Girlz/Mosquito/Coral Twist
- 1999 – Hysteria
- 2001 – Gator/Chérie d'amoure
- 2002 – Soul Bells/Palm Beat/Tropicall
- 2002 – Nymphae Song/Rhumba
- 2015 – The Fight

### Collaborazioni
- 2010 – N.E.R.D – Hypnotize U (da Nothing)